# Lugar geométrico
En geometría un lugar geométrico es el conjunto de todos los puntos del plano (o del espacio) que cumplen una determinada condición.

## En el plano
Ejemplos de lugares geométricos en el plano:
- El lugar geométrico de los puntos que equidistan a otros dos puntos fijos {\displaystyle A} y {\displaystyle B} es una recta o eje de simetría de dichos dos puntos. Si los dos puntos son los dos extremos de un segmento {\displaystyle {\overline {AB}}}, dicha recta, o lugar geométrico, es llamada mediatriz y es la recta que interseca perpendicularmente a {\displaystyle {\overline {AB}}} en su punto medio.

- La bisectriz cumple la propiedad de que todos sus puntos equidistan a los lados de dicho ángulo, convirtiéndose la bisectriz en un caso particular del lugar geométrico que sigue a continuación.

- El caso de equidistancia a dos rectas paralelas, obtenemos que la paralela media es el lugar geométrico de los puntos que las equidistan. Se observa que, bajo el punto de vista de que las rectas paralelas se cortan en el infinito -se elimina, pues, la noción de paralelismo-, pasa a ser un sinónimo de la bisectriz, donde el ángulo ha tomado valor nulo.

### Secciones cónicas
Las secciones cónicas pueden ser descritas mediante sus lugares de geometría:
- La circunferencia es el lugar geométrico de los puntos cuya distancia a un punto determinado, el centro, es un valor dado (el radio).

- La elipse es el lugar geométrico de los puntos tales que la suma de su distancia a dos puntos fijos, los focos, es una constante equivalente a la longitud del eje mayor de la elipse.

- La parábola es el lugar geométrico de los puntos cuya distancia a un foco equivale a su distancia a una recta llamada directriz.

- La hipérbola es el lugar geométrico de los puntos tales que el valor absoluto de la diferencia entre sus distancias a dos puntos fijos, los focos, es igual a una constante (positiva), que equivale a la distancia entre los vértices.

## En el espacio
Figuras geométricas muy complejas pueden ser descritas mediante el lugar geométrico generado por los ceros de una función o de un polinomio. Por ejemplo, las cuádricas están definidas como el lugar geométrico de los ceros de polinomios cuadráticos. 
En general, los lugares geométricos generados por los ceros del conjunto de polinomios reciben el nombre de variedad algebraica, las propiedades de dichas variedades se estudian en la geometría algebraica.